# رزدیل، نیو ساوت ولز
رزدیل (به انگلیسی: Rosedale) یک شهرک در استرالیا است که در نیو ساوت ولز واقع شده‌است.